# 킹 오브 프리즘: 유어 엔드리스 콜
《킹 오브 프리즘: 유어 엔드리스 콜》(영어: Your Endless Call)은 2025년 공개된 일본의 드라마 애니메이션 판타지 영화이다.

## 출연
- 카키하라 테츠야 : 미하마 코우지 역
- 마에노 토모아키 : 하야미 히로 역
- 마스다 토시키 : 니시나 카즈키 역
- 테라시마 쥰타 : 이치죠 신 역
- 사이토 소마 : 타치바나 유키노조 역
- 하타나카 타스쿠 : 코우가미 타이가 역
- 야시로 타쿠 : 쥬오인 카케루 역
- 이가라시 마사시 : 타카하시 미나토 역
- 나가츠카 타쿠마 : 사이온지 레오 역
- 우치다 유마 : 스즈노 유우 역
- 세키 토시히코 : 히무로 히지리 역
- 나미카와 다이스케 : 야마다 료 역
- 미키 신이치로 : 노리즈카 진 역
- 아오이 쇼타 : 키시라기 루이 역
- 타케우치 슌스케 : 야마토 알렉산더 역
- 스기타 토모카즈 : 타카다노바바 조지 역
- 하시모토 코타로 : 오카치마치 츠루기 역
- 타카하시 와타루 : 고탄다 코코로 역
- 하세 노리히토 : 우구이스다니 몬도 역
- 에다 타쿠히로 : 칸다 미츠바 역
- 코바야시 타츠유키 : 이케부쿠로 에이스 역